# Nikolai Wassiljewitsch Gorelkin
 Nikolai Wassiljewitsch Gorelkin (russisch Николай Васильевич Горелкин; * 1889; † unbekannt)  war ein sowjetischer Botschafter.

## Leben
Nikolai Gorelkin wurde am 8. Oktober 1939 zum Botschafter in Italien ernannt. Benito Mussolini forderte, dass im Akkreditierungsschreiben Viktor Emanuel III. als König von Italien und Albanien zu bezeichnen sei. Die Tagebücher des Galeazzo Ciano berichten, dass Gorelkin vor den Termin zur Übergabe des Akkreditierungsschreibens am 9. Dezember 1939 nach Moskau zu Konsultationen (möglicherweise wegen antisowjetischer Demonstrationen vor der Botschaft) gerufen wurde.
Am 22. Juni 1941 nahm Gorelkin die Kriegserklärung des faschistischen Italiens an die Sowjetunion entgegen.
Im November 1944 wurde er Gesandter in Uruguay.
Gorelkin nahm 1945 an der Konferenz von San Francisco teil.
Im November 1948 ließ Stalin die Gesandtschaft in Montevideo zur Botschaft aufwerten, Gorelkin leitete die Botschaft, an der etwa 50 Personen als Botschaftspersonal arbeiteten. Im August 1952 ließ Stalin Gorelkin aus Montevideo abberufen.